# Igeltjärnen (Fryksände socken, Värmland)
Igeltjärnen är en sjö i Torsby kommun i Värmland och ingår i Göta älvs huvudavrinningsområde.